# Бучацкое Евангелие
Буча́цкое Ева́нгелие (укр. Бучацьке Євангеліє; по названию города Бучача; также Бучачское) — средневековая рукопись, памятник книжной письменности XII—XIII веков; сборник евангельских чтений, выписанных из Четвероевангелия и предназначенных на каждый праздник. Написано кириллицей уставным письмом на пергаменте. Происходит из Галицко-Волынской земли. В XV веке евангелие хранилось в монастыре южноволынского села Городище близ Владимира-Волынского (Галичина), о чём свидетельствует дарственная запись Андрушки Мушатича, позже — в основанном в 1712 году василианском Крестовоздвиженском монастыре в Бучаче. Ныне хранится в Национальном музее города Львова (Украина).
Это рукописная книга на 160 листах, без начала и без многих листов в середине, украшенная плетенчатыми и растительно-геометрическими с некоторыми чертами тератологии инициалами, заполненными в киноварных контурах золотисто-жёлтыми, зелёными и синими красками. Особенности языка рукописи позволяют причислить его к южно-русской книжной традиции.

## Исследования
- Свенцицкий, Илларион Семёнович, «Бучацкое Евангелие XIII века» (1911)
- Колесса, Александр Михайлович, «Южноволынское Городище и городищенские рукописные памятники XII—XVI вв.» (1923)